# Frans Lamoen

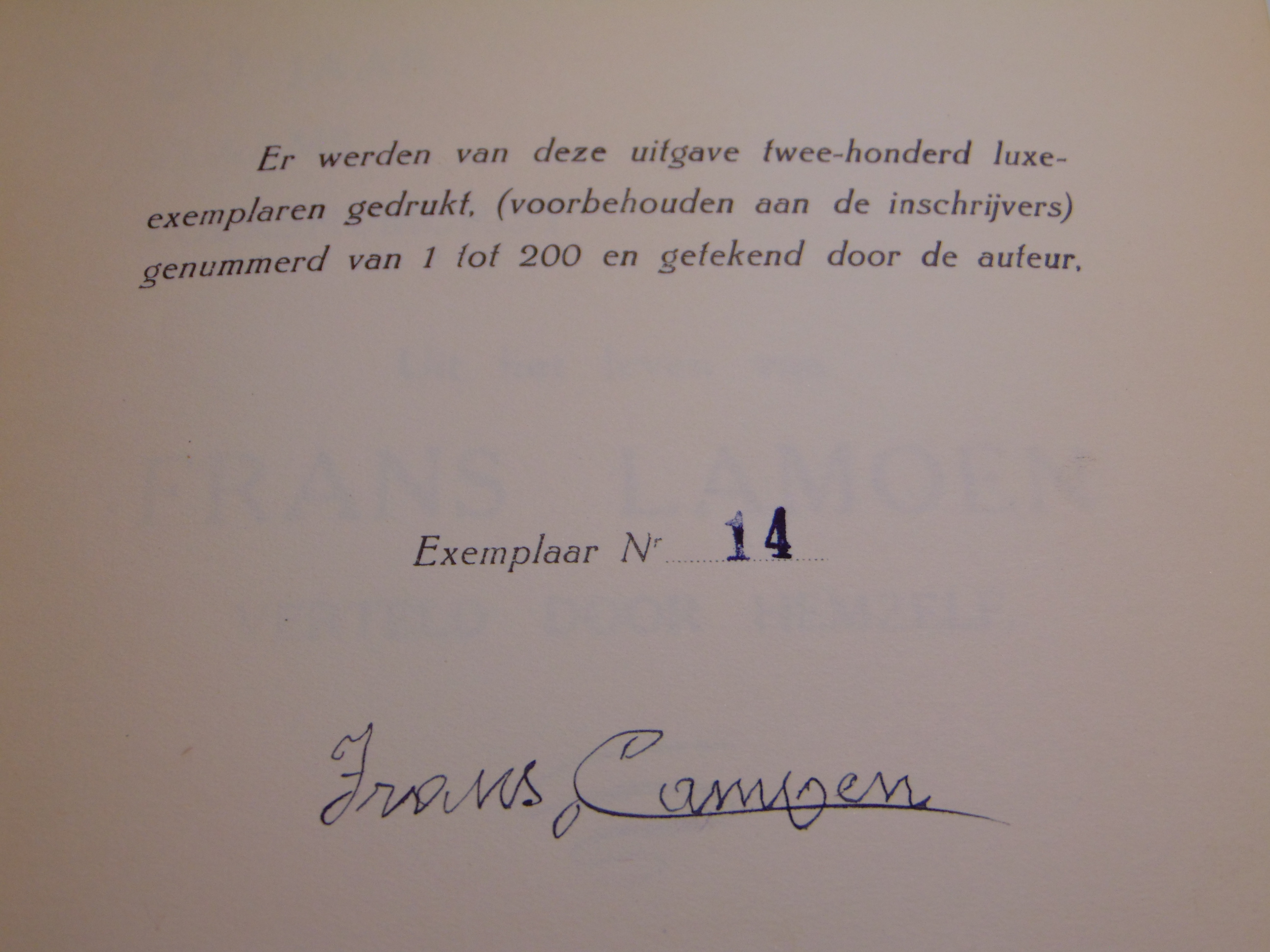
Handtekening Frans Lamoen in zijn autobiografie

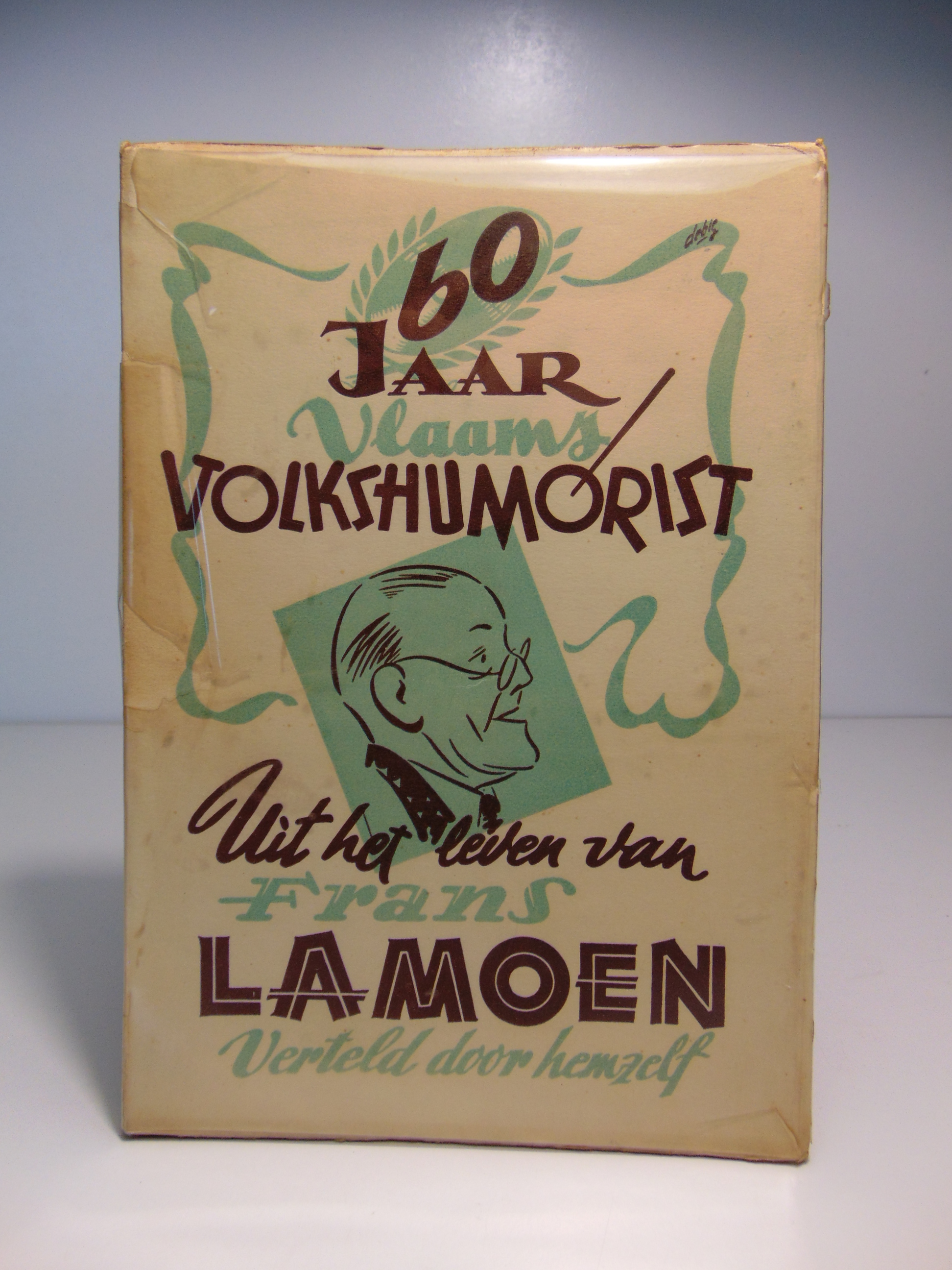
Boek cover: Frans Lamoen Autobiografie

Frans Lamoen (Antwerpen, 24 oktober 1876 – aldaar, 5 januari 1954) was een Vlaams cabaretier, zanger en komiek.

## Levensloop

### Jeugd
Lamoen werd geboren als zoon van zeeman en zeilmaker Joannes Lamoen en 	zijn vrouw Isabella Tailliez. Hij kwam niet uit een artistieke achtergrond en had grote problemen met lezen en schrijven. Zijn ganse leven lang noemde hij zich nederig “kluchtzanger” in plaats van “acteur” of “artiest”. Net als zijn broer en zussen moest Lamoen al op vroege leeftijd werken. Als 9-jarige werkte hij samen met zijn oudere broer in een drukkerij, waar hij met een blaasbalg de letterkasten moest schoonmaken. Het vele stof dat hij hierdoor inademde bezorgde hem loodvergiftiging, waardoor een arts hem adviseerde naar Boom te verhuizen, waar de lucht beter was.

### Carrière
In 1887, op 11-jarige leeftijd, debuteerde Lamoen als zanger en komiek. Hij trad elke donderdag op tijdens een café-chantant in Boom.  Hij werd al gauw een succes en begon in verschillende café chantants, huwelijken en banketten op te treden in Antwerpen. Tijdens een van deze banketten werd Lamoen ontdekt door een Franstalig journalist die hem zijn eerste toneelcontract bezorgde voor de “Scala d’ Anvers”. Lamoen trad er jarenlang op, evenals in de Hippodroom van Antwerpen, waar hij als komiek vooral in de revues van Rik Senten speelde. Hij spitste zich vooral toe op volkse vrouwenrollen, maar kon ook meerdere typetjes spelen. 
De komiek nam honderden platen op, waar hij in één lied of conference geregeld vijf tot twaalf typetjes tegelijkertijd vertolkte. Zo ontstonden veel van zijn populairste liedjes, zoals “Miss Pladijs”, “De bus van Bommerskonten”, “De Meezenvangers”, “Het Kosterke” en “De Gardevil”. Hij kreeg een platencontract bij His Master's Voice en werkte later ook voor Homocord, Pathé, Odeon, Edison Bell en Crystal.
Lamoen trad nu ook in het buitenland op: Nederland, Nederlands-Indië,… 
Tijdens de Eerste Wereldoorlog vluchtte Lamoen als vrijwilliger voor het Rode Kruis naar het neutrale Nederland, waar hij zich inzette voor de Belgische vluchtelingen en ook bleef optreden. Door zijn verblijf in Nederland verbeterde Lamoen ook zijn taalgebruik en teksten. Na de oorlog keerde hij terug naar België, waar hij zijn succes voortzette. 
Lamoen werd ook variété-artiest tijdens de pauzes in de bioscopen. In 1934 werkte hij voor de Nationaal Instituut voor de Radio-omroep  mee aan het radiocabarethoorspel “De Zonnekloppers”. In 1937 vierde men zijn 50-jarige jubileum als artiest. De Tweede Wereldoorlog verhinderde Lamoen vijf jaar lang nog langer op te treden of nieuw materiaal uit te brengen. Na de oorlog probeerde de 70-jarige artiest zijn carrière te hervatten, maar fysiek en mentaal waren zijn beste jaren voorbij. Bovendien was hij verbitterd over de vele vrienden en kennissen die hij tijdens de oorlog had verloren. Hij zette zich zelfs actief in om enkele collaborateurs in zijn buurt te Wilrijk af te straffen. Hij trad nog wel op als gastartiest tijdens revues, communies, trouwfeesten en bioscooppauzes en publiceerde in 1949 een autobiografie, op aandrang van zijn neef. Desondanks verbrandde hij op een dag in zijn tuin alle aandenkens aan zijn lange carrière: platen, boeken, foto’s, affiches, programmaboekjes, persknipsels,… Hij stierf in 1954, bijna vergeten.

## Nalatenschap
- Wannes Van de Velde vertolkte het lied Jozefien van Frans Lamoen op het album Café met rooi gordijnen.
- De groep De Strangers werd door Lamoens komische liedjes beïnvloed.
- In 1985 bracht Ronald Van Rillaer een hommage aan Lamoen met het toneelstuk “Frans Lamoen”, onder regie van Jan Verbistervaarden. Leo Brant speelde de rol van Lamoen.  Speciaal voor de gelegenheid werd toen een compilatieplaat uitgebracht met Lamoens bekendste nummers, samengesteld uit verschillende 78 toerenplaten. In 2014 ging in het Fakkeltheater te Antwerpen het stuk: 'Who the f*ck is Lamoen' van Rillaer in première. Het is een ode aan Frans lamoen, muziektheater zoals deze het anno 2014 zou brengen.